# 布雷特施泰因
布雷特施泰因是奥地利施蒂利亚州尤登堡县的一个市镇。总面积91.31平方公里，总人口333人，人口密度3.6人/平方公里（2005年）。